# 外務
| ウィキペディアには「外務」という見出しの百科事典記事はありません（タイトルに「外務」を含むページの一覧/「外務」で始まるページの一覧）。 代わりにウィクショナリーのページ「外務」が役に立つかもしれません。 |